# Savyon Liebrechtová
Savyon Liebrecht, rodným jménem Sabine Sosnowski (* 1948 v Mnichově, Spolková republika Německo) je izraelská scenáristka, dramatička a spisovatelka, jenž patří v současnosti k nejoblíbenějším izraelským autorům. Velká popularita doma ji vynesla mezi nejprodávanější izraelské spisovatele, v zahraničí je však poměrně neznámá. Kromě povídek a románů je též autorkou filmových scénářů a divadelních her. Obdržela několik cen za literaturu a její dílo vyšlo rovněž v českém překladu. V roce 2001 navštívila Českou republiku jako host Festivalu spisovatelů Praha.

## Život
Narodila se v roce 1948 v Mnichově jako Sabine Sosnowski – nejstarší dítě polských rodičů, kteří přežili holokaust. V roce 1950 emigrovala s rodiči do Izraele, kde žili v kibucu. Značně komplikovaný vztah s rodiči vyvrcholil jejím odchodem do Londýna. Zde rok studovala žurnalistiku, a s rodiči nemluvila. Po návratu vystudovala na telavivské univerzitě filosofii v kombinaci s anglickou literaturou. Od roku 1971 je vdaná, má dvě děti a žije v Cholonu, poblíž Tel Avivu.

## Tvorba
První povídku napsala již v 18 letech. Nakladatelem však byla odmítnuta, a tak psaní opustila. Když jí bylo 35, začala navštěvovat kurz tvůrčího psaní. Krátce nato ji jedno nakladatelství nabídlo uveřejnit sbírku jejích povídek. V současnosti má na svém kontě 8 knih, 5 divadelních her, 3 filmové scénáře a několik seriálových scénářů. Za svou tvorbu obdržela množství ocenění – Altermann Award, Amelia Rosseli Prize, atd. V roce 2009 obdržela rovněž WIZO Prize.
Její dětství bylo poznamenáno rodičovskou zkušeností holocaustu. Ta měla také veliký vliv na její vlastní tvorbu. Vztah s otcem, jehož první manželka i děti zahynuly v koncentračním táboře, byl doprovázen dlouhým otcovým mlčením. Obdobně i její matka o holocaustu nemluvila. Skutečnost, že nevěděla nic o minulosti svých rodičů – kolik bratrů a sester měla její matka; jak se jmenovali sourozenci jejího otce; kterými koncentračními tábory otec prošel; představuje podle ní „historickou mezeru“ v porozumění sobě samé. Mlčení rodičů zapříčiňuje problém se sebeidentifikací. Psaní se stává prostředkem k nalezení a porozumění tomu, kým je.

## Dílo

### Divadelní hry
Ha-Banalijut šel ha-ahava („Banalita lásky“) - divadelní hra, jejíž název parafrázuje název díla Hanny Arendtové - Eichmann v Jeruzalémě: zpráva o banalitě zla. Drama, které částečně reflektuje příběh židovské filosofky Hanny Arendtové a kontroverzního německého filosofa Martina Heideggera. Hra diskutující o existenci, jazyku, sionismu, nacionalismu, ale též nacismu.

### Knihy
- Tapuchim min ha-midbar (1986, „Jablka z pouště“). Sbírka 12 povídek. Hlavním tématem je zde konflikt dvou generací – rodičů a dětí, nedůvěra mezi Aškenázy a Sefardy, nepochopení mezi muži a ženami.
- Susim al kviš Geha (povídky, 1988, „Koně na dálnici“)
- Sinit ani medaberet elejcha (povídky, 1992, „Na tebe mluvím čínsky“)
- Carich sof le-sipur ahava (povídky, 1995, „Pro příběh lásky je třeba konec“)
- Makom tov le-lajla (povídky, 2005)
- Našim mi-toch katalog (2000, „Ženy z katalogu“)
- Iš iša va-iš (román, 1998, „Muž, žena a muž“)
- ha-Našim šel aba (román, 2005, „Tatínkovy ženy“)
- Livkot al ha-katef šel ima (1997)
- Pninim le-or ha-jom (2015)
- Kor'im lo Melech (2019)
- ha-Šošvin (2020)